# Pierre-Charles Laurent de Villedeuil
Pierre-Charles Laurent de Villedeuil, né le 11 octobre 1742 à Bouchain et mort le 28 avril 1828 à Paris, fut contrôleur général des finances sous Louis XVI. 
Son père, l'ingénieur Pierre-Joseph Laurent, s'était enrichi notamment en participant à la fondation de la  Compagnie des mines d'Anzin et avait été anobli vers 1750, portant le titre de marquis de Villedeuil.
Il épouse en 1776, Marguerite Françoise Nicole d'Agay, fille de François Marie Bruno d'Agay, maître des requêtes, intendant de Bretagne puis d'Amiens, et d'Anne Charlotte Le Bas du Plessis (1729-1802) et sœur de Philippe Charles Bruno d'Agay.

## Ministère
D'abord intendant de la généralité de Rouen, il est nommé le 3 mai 1787 par Loménie de Brienne pour occuper les fonctions de contrôleur général des finances et succède à Michel Bouvard de Fourqueux. Les finances connaissent une crise grave, qui reste non résolue après les renvois successifs des contrôleurs généraux Calonne et Bouvard de Fourqueux. C'est Brienne qui tient en réalité le ministère des finances, et Villedeuil doit travailler sous son contrôle. Ceci l'amènera à démissionner « pour raisons de santé » au bout de quatre mois (28 août 1787).  
Dans la courte période où il occupa le ministère, des mesures furent prises pour équilibrer les finances, mesures qui ne suffirent pourtant pas à redresser la situation et à éviter la réunion des États généraux: rachat des corvées; lancement, avec l'accord de l'Assemblée des notables obtenu contre la promesse d'économies dans les dépenses des maisons royales, d'un emprunt de 6 millions de livres qui devait rapporter plus de 60 millions; prorogation pour trois ans des octrois perçus au profit du roi; perception d’un droit de timbre. Brienne réussit également à faire enregistrer par le Parlement des décrets établissant le libre-échange à l’intérieur du pays.
Le 25 juillet 1788 Laurent de Villedeuil est nommé Secrétaire d'État à la Maison du Roi (il sera le dernier titulaire de cette fonction) en remplacement du baron de Breteuil. Il est promu au rang de conseiller d'État par semestre le 30 août 1788.

## Action politique

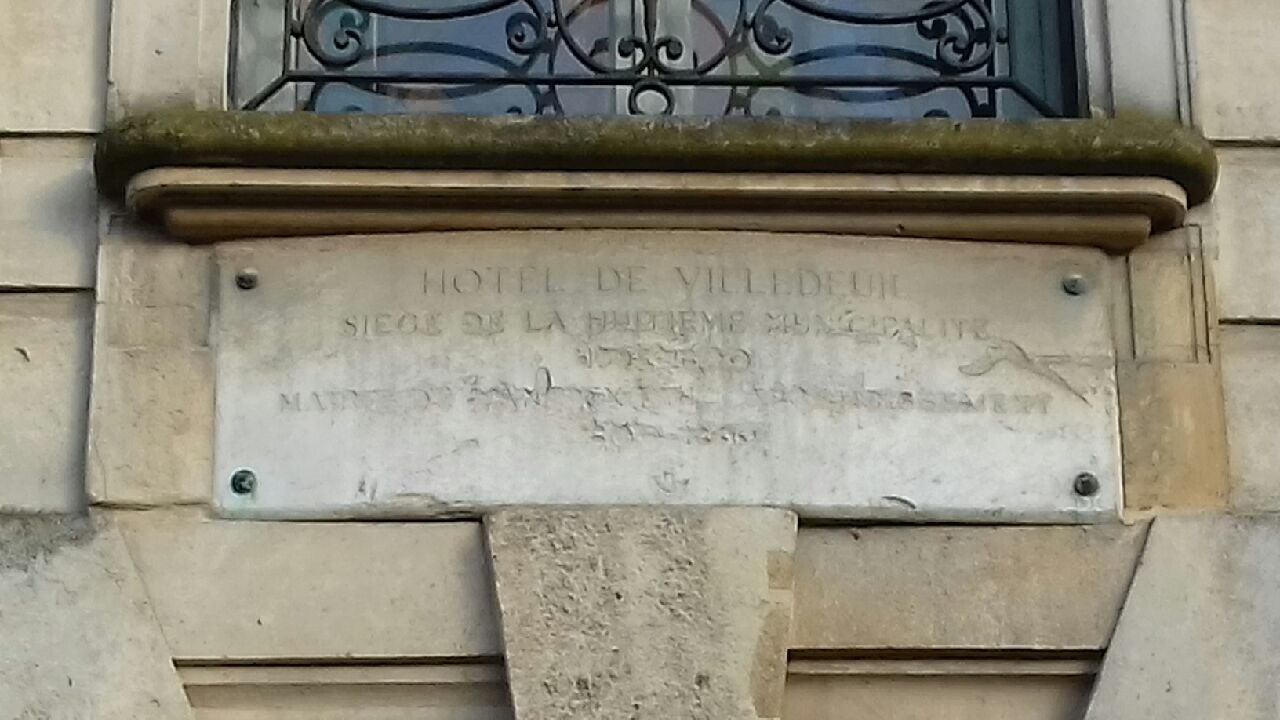
Immeuble situé 14 place des Vosges (Paris 4e). La plaque commémorative rappelle qu'il appartint à Laurent de Villedeuil. Mars 2021.

Opposé à la convocation des États généraux, il émigre en Angleterre en juillet 1789. Il revient en France en 1792 pour préparer une nouvelle fuite du roi après l'échec de Varennes. Il émigre à nouveau, cette fois en Écosse, après la mort de Louis XVI. Il ne rentrera en France qu’après la chute de Napoléon. 
En 1816 il est élu membre de l’Académie des inscriptions et belles-lettres et nommé chevalier commandeur des ordres du roi.
Son portrait peint par Charles Crauk au début du XIXe siècle est au Musée des Beaux-Arts de Valenciennes.